# Estación de Alfons X
Alfons X es una estación de la línea 4 del Metro de Barcelona situada debajo de la Plaza de Alfonso X El Sabio, en el distrito de Horta-Guinardó de Barcelona.

## Historia
Con el nombre de Alfonso X El Sabio, la estación se inauguró el 16 de mayo de 1974, con la prolongación de la entonces Línea IV de Joanic a Guinardó. El acto inaugural estuvo presidido por el alcalde de Barcelona, Enrique Masó y, en nombre del ministro de Obras Públicas, el director general de Transportes Terrestres, Álvarez Hidalgo, además de varias autoridades del transporte metropolitano.
En 1982 la estación catalanizó su nombre como Alfons X, al tiempo que la Línea IV adoptó la numeración arábiga y pasó a llamarse Línea 4.
En 2006 se llevaron a cabo obras para adaptar los accesos a las personas de movilidad reducida, incluyendo la instalación de ascensores. Entre 2007 y 2008 la estación fue objeto de una rehabilitación integral: se renovaron los pavimentos, techos y revestimientos de las paredes, así como el mobiliario y las máquinas validadoras de billetes.

## Líneas
| << cabecera   | < estación                       | línea | estación > | cabecera >> |
| ------------- | -------------------------------- | ----- | ---------- | ----------- |
| Metro         |                                  |       |            |             |
| Trinitat Nova | Guinardó \| Hospital de Sant Pau |       | Joanic     | La Pau      |